# Шаудин, Фриц
Фриц Шаудин (нем. Fritz Schaudinn; 1871—1906) — немецкий протистолог. В 1905 г., сотрудничая с Эрихом Гофманом в берлинском Шарите, открыл возбудителя сифилиса бледную трепонему.

## Биография
С 1883 года изучал естественные науки в Берлине, в 1893 году стал доктором философии, в 1894 году исследовал корненожки (Rhizopoda) в Бергене, осенью того же года назначен ассистентом при зоологическом институте Берлинского университета, с 1898 года приват-доцент зоологии, в 1898 году вместе с Рёмером исследовал берега Шпицбергена с целью изучить фауну морских животных (результаты изложены в «Fauna arctica», Йена, 1902 и сл.), в 1901 году получил поручение от германского правительства исследовать в Ровинь болезнетворных простейших. По окончании этих исследований Шаудину поручено основать специальный отдел для изучения простейших при императорском германском департаменте народного здоровья.
Учеником и личным другом профессора, а после его смерти — преемником на ведущей должности и опекуном осиротевших детей был чешский естествоиспытатель Станислав Провачек.

## Труды
Научные труды Шаудина касаются преимущественно строения и размножения простейших, по преимуществу корненожки, из них заслуживают особого внимания: 
- «Untersuchungen ueber die Fortpflanzung der Foraminiferen. 1. Calcituba polymorpha» (Б., 1894);
- «Ueber Kerntheilung mit nachfolgender Koerpertheilung bei Amoeba Krystalhgera» («Sitz. bег. Preuss. Ak. Wiss.», 1894);
- «Ueber den Difformismus der Foraminiferen» («Sitz. ber. Ges. Nat. Fr. Berlin», 1895);
- «Ueber die Theilung von Amoeba binucleata» (там же, 1885);
- «Ueber den Zeugungskreis von Paramoeba eilhardi» («Sitz. her. Ak. Wiss.», 1896);
- «Das Tierreich: Heliozoa» (изд. герм. зоол. общ., Б., 1896);
- «Ueber den Generationswechsel der Coccidien u. die neuere Malariaforschung» («Sitz. ber. Ges. Nat. Fr.», 1899);
- «Untersuchungen ueber den Generationswechsel von Trichoshaerium Sieboldi» (Б., 1899);
- «Untersuchungen ueber Krankheitserregende Protozoen» («Arb. a. d. Reichsgosundheitsamt», 1902).

С 1902 года Шаудин издавал центральный орган для работ, касающихся простейших животных и растений под заглавием «Агchiv fuer Protistenkunde» (Йена). 